# La Malédiction des Whateley
Pour plus de détails, voir Fiche technique et Distribution.
La Malédiction des Whateley (The Shuttered Room) est un film britannique par David Greene, et sorti en 1967.

## Synopsis
Une série de meurtres plus horribles les uns que les autres est attribuée à une créature qui hanterait une demeure aux allures étranges.

## Fiche technique
- Titre : La Malédiction des Whateley
- Titre original : The Shuttered Room
- Réalisation : David Greene
- Scénario : D. B. Ledrov et Nathaniel Tanchuck, d'après la nouvelle La Chambre condamnée d'August Derleth  et H.P. Lovecraft
- Photographie : Kenneth Hodges
- Musique : Basil Kirchin
- Montage : Brian Smedley-Aston
- Pays d'origine :  Royaume-Uni
- Langue : anglais
- Genre : Horreur
- Durée : 99 minutes
- Dates de sortie :
  - Royaume-Uni : 27 juin 1967
  - France : 17 janvier 1969
- Affiches : Raymond Elseviers (titre : Le Grenier hanté, Belgique), Jean Mascii (France)

## Distribution
- Gig Young (VF : Denis Savignat) : Mike Kelton
- Carol Lynley : Susannah (Suzanne en VF) Whately Kelton / Sarah
- Oliver Reed (VF : Serge Sauvion) : Ethan (Eliott en VF)
- Flora Robson (VF : Maria Meriko) : Tante Agatha
- Judith Arthy : Emma
- Charles Lloyd Pack (VF : Fernand Fabre) : le batelier
- William Devlin (VF : Claude Bertrand) : Zebulon (Sébastien en VF) Whateley
- Bernard Kay (VF : Jacques Richard) : Tait